# Philander andersoni
Philander andersoni är en pungdjursart som först beskrevs av Wilfred Hudson Osgood 1913. Philander andersoni ingår i släktet Philander och familjen pungråttor. IUCN kategoriserar arten globalt som livskraftig. Inga underarter finns listade.
Arten når en kroppslängd (huvud och bål) av 223 till 307 mm, en svanslängd av 255 till 332 mm och en vikt av 225 till 425 g. Den har 34 till 51 mm långa bakfötter och 35 till 42 mm långa öron. Pungdjuret liknar den mera kända arten Philander opossum som är mindre. Ryggens topp är vanligen tydlig svart och kroppssidorna är täckta av grå päls. I motsats till Philander mcilhennyi är pälsen på svansens främre del inte tjock. På buken och strupen förekommer ljusbrun päls. Liksom andra släktmedlemmar har arten en ljus fläck ovanför varje öga och dessutom finns en liten ljus fläck vid varje öra. Honans pung (marsupium) är väl utvecklad och den har öppningen framåt. I pungen förekommer sju spenar.
Pungdjuret förekommer i nordvästra Brasilien, Venezuela, Colombia, Ecuador och Peru. Arten vistas där i tropisk regnskog.
För Philander andersoni dokumenterades honor med två och fyra ungar under olika årstider.